# Anita Schwaller
Anita Schwaller (* 2. Mai 1975 in Innsbruck) ist eine Schweizer Snowboarderin und Weltmeisterin.
Schwaller wurde am 24. Januar 1997 Weltmeisterin in der Halfpipe bei der WM in Innichen (Italien). 1997 und 1998 wurde sie in derselben Disziplin Europameisterin.
Sie startete für die International Snowboarding Federation (ISF) und scheute es nicht, den Internationalen Skiverband FIS zu kritisieren.
Sie wurde als Co-Kommentatorin bei den Olympischen Winterspielen 1998 in Nagano eingesetzt. Der Auftritt war informativ, endete aber ohne viele Worte. Nachdem der Schweizer Gian Simmen einen "Gala-Auftritt" hingelegt hatte, war sie vor Glück nicht mehr in der Lage etwas zu sagen. Sie selbst kam bei den Olympischen Spielen in Nagano auf Platz 11. Auch dort hielt sie sich mit ihrer Meinung nicht zurück, nach der Kritik an den Snowboardern äusserte sie Es ist nicht fair, dass jetzt jeder auf uns Snowboardern rumhackt. Ausserdem haben wir uns nicht um Olympia gerissen, sondern Olympia wollte uns.
Mit der Firma Nidecker entwickelte und stylte sie Snowboards für Frauen.
Schwaller engagiert sich auch in sozialen Bereichen, z. B. für eine Lehrstellenkampagne des Schweizer Bundes.
Sie wurde mit dem Freiburger Sportpreis 1997 ausgezeichnet. Der individuelle Sportpreis belohnt einen Freiburger oder im Kanton Freiburg wohnhaften Sportler.